# Carlo Zuccari
Carlo Zuccari   (Casalmaggiore, 10 de novembre de 1703 - Casalmaggiore, 3 de maig de 1792) fou un compositor i violinista italià. Actiu durant els primers períodes del Barroc tardà i de la música clàssica, Zuccari va treballar principalment a Milà, Olomouc i Londres.

## Biografia
Zuccari va néixer a Casalmaggiore, Itàlia, una petita ciutat en flor. Va començar a estudiar el violí a una jove edat i va demostrar un talent considerable. Als 19 anys es va traslladar a Viena per continuar la seva formació musical. Allà, les seves habilitats van obtenir l'atenció de la noblesa. Finalment va conèixer la noble milanesa Francesca Radaelli, una cantant aficionada, amb qui es va casar quan tenia 29 anys.
Tot seguit, va passar anys viatjant per Europa per construir la seva fama de virtuós, servint durant un temps com a Kapellmeister abans d'aconseguir establir-se a Milà. Als 43 anys, va publicar la seva obra mestra Sonate a violino, e Basso ò Cembalo, la seva Opera Prima. També va exercir com a director de l'"Accademia Filarmonica Milanese" i, el 1748, es va convertir en membre de l'"Orquestra Ducale". El 1750, va ser el primer violinista amb l'orquestra de Sammartini. El 1760 va acabar a Londres com a membre de l'Orquestra de l'Òpera Italiana. Allà, va publicar un mètode per a violí el 1762 i, el 1764, la Sonate per due Violini e Basso.
El 1778, Zuccari es va retirar de la vida musical de Milà i va tornar amb la seva dona i els seus cinc fills al seu Casalmaggiore natal, on va ensenyar música fins a la seva mort.
Obres i estil musical 
Les obres de Zuccari eren principalment d'estil barroc, malgrat la seva època a la primera època clàssica. Com a violinista, Zuccari es va centrar en una intrincada ornamentació musical per a les sonates que confiaven molt en la seva experiència. Les seves sonates van emfatitzar la història de la música amb sons autèntics, en contraposició a les cantates, que es cantaven generalment. La majoria de les seves peces destacades van ser llançades entre finals de la dècada de 1740 i mitjans de la dècada de 1760.
Les seves obres inclouen:
- Sonate a Violino, e Basso ò Cembalo, Opera Prima [ partitures ] (c.  1747, Milà) - la desena d'aquestes dotze sonates per a violí i continu va ser atribuïda durant un temps a Bach (BWV Anh. 184)[1]
- El veritable mètode d'interpretar l'Adagio (1762)
- Quatre manuscrits (1764, Londres)
- Concert per violí i instruments
- Solo per violí i baix
- Sonata per flauta sol i baix
- Sonat per violoncel
- 12 Sonates Trio (1765, Milà)[2]